# Wolfgang Rautenberg
Wolfgang Rautenberg (Potsdam, 27 de fevereiro de 1936 — Berlim, 4 de setembro de 2011) foi um matemático alemão. Especialista em lógica, com pesquisas nas áreas de teoria dos modelos, lógica não clássica, lógica modal, lógica temporal e autorreferência.

## Vida
Rautenberg nasceu em Potsdam, Alemanha. Obteve o abitur no ginásio de Ludwigslust. Estudou matemática e física na Universidade Humboldt em Berlim Leste, Alemanha Oriental, onde obteve um doutorado em 1963 e trabalhou depois como lógico. Em 1968 Rautenberg habilitou-se na Universidade Humboldt. De 1969 a 1973 Rautenberg foi docente na Universidade Humboldt. Quando a Stasi o procurou para força-lo a cooperar, Rautenberg abandonou a Alemanha Oriental em 1973 e em 1974 tornou-se professor na Alemanha Ocidental. Em 1976 aceitou uma chamada para chairman do departamento acadêmico para lógica matemática e fundamentos da matemática da Universidade Livre de Berlim.

## Livros
- W. Rautenberg, ed. (1987), Omega-Bibliography of Mathematical Logic, Vol. I, Classical Logic, Heidelberg: Springer.
- W. Rautenberg, ed. (1987), Omega-Bibliography of Mathematical Logic, Vol. II, Non-Classical Logic, Heidelberg: Springer.
- W. Rautenberg (2010), A Concise Introduction to Mathematical Logic, ISBN 978-1-4419-1220-6 3rd ed. , New York: Springer Science+Business Media, doi:10.1007/978-1-4419-1221-3.